# Hebei
|  | No s'ha de confondre amb Hubei o Hebi. |

 Hebei (?·pàg.) (xinès: 河北, pinyin: Hébĕi, Wade-Giles: Ho-pei, transcripció antiga: Hopeh) és una província del nord de la República Popular de la Xina. La seva abreviatura és "冀" (pinyin: jì), dita també Província Ji (冀州 Jì Zhōu), una província de la dinastia Han (zhou) que incloïa el sud de Hebei. La seva capital és Shijiazhuang.
El nom de Hebei abans de 1928 fou Zhili (xinès tradicional: 直隸, xinès simplificat: 直隶, pinyin: Zhílì, Wade-Giles: Chih-li), que vol dir «governada directament» (per la cort imperial).
Hebei rodeja totalment les municipalitats de Pequín i Tianjin i limita amb Liaoning al nord-est, Mongòlia Interior al nord, Shanxi a l'oest, Henan al sud, i Shandong al sud-est.
La seva economia es basa en l'agricultura i la indústria manufacturera. La província és el principal productor d'acer de la Xina, encara que la indústria siderúrgica genera una greu contaminació atmosfèrica.
Es poden trobar cinc llocs del Patrimoni de la Humanitat de la UNESCO a la província: la Gran Muralla de la Xina, la residència de muntanya de Chengde, el Gran Canal, les Tombes Qing orientals i les Tombes Qing occidentals. També acull cinc ciutats històriques i culturals famoses nacionals: Handan, Baoding, Chengde, Zhengding i Shanhaiguan.
Històricament, durant el període de Primaveres i Tardors i el Període dels Regnes Combatents (Xina), la regió estava governada pels estats xinesos Yan i Zhao. Durant la dinastia Yuan, la regió es va anomenar província de Zhongshu. Es va anomenar Zhili del Nord durant la dinastia Ming, i província de Zhili durant la dinastia Qing. L'actual província de Hebei es va crear el 1928.

## Divisions administratives
Hebei es divideix en 11 prefectures:
- Shijiazhuang (石家庄市 : Shíjiāzhuāng Shì)
- Tangshan (唐山市 : Tángshān Shì)
- Qinhuangdao (秦皇岛市 : Qínhuángdǎo Shì)
- Handan (邯郸市 : Hándān Shì)
- Xingtai (邢台市 : Xíngtái Shì)
- Baoding (保定市 : Bǎodìng Shì)
- Zhangjiakou (张家口市 : Zhāngjiākǒu Shì)
- Chengde (承德市 : Chéngdé Shì)
- Cangzhou (沧州市 : Cāngzhōu Shì)
- Langfang (廊坊市 : Lángfáng Shì)
- Hengshui (衡水市 : Héngshuǐ Shì)

## Demografia
La divisió de la població per ètnies és:
| Grups ètnics a Hebei, cens del 2000 | Grups ètnics a Hebei, cens del 2000 | Grups ètnics a Hebei, cens del 2000 |
| Nacionalitat                        | Població                            | Percentatge                         |
| ----------------------------------- | ----------------------------------- | ----------------------------------- |
| Xinesos han                         | 63.781.603                          | 95,65%                              |
| Manxú                               | 2.118.711                           | 3,18%                               |
| ètnia hui                           | 542.639                             | 0,18%                               |
| Mongols                             | 169.887                             | 0,26%                               |
| Zhuang                              | 20.832                              | 0,031%                              |